# Kępiny (województwo mazowieckie)
Kępiny – wieś w Polsce, położona w województwie mazowieckim, w powiecie radomskim, w gminie Jedlińsk.
Wieś wchodzi w skład sołectwa Jedlanka.
Do 2024 r. miejscowość była przysiólkiem wsi Jedlanka. W latach 1975–1998 przysiółek administracyjnie należał do województwa radomskiego.